# きかんしゃトーマス サンタをさがせ! パーシーのクリスマス急行
『きかんしゃトーマス サンタをさがせ!パーシーのクリスマス急行』（原題：Thomas and Friends : The Christmas Letter Express)は、テレビシリーズ『きかんしゃトーマス』の長編シリーズ第21作目の作品である。2DCGアニメーションにリニューアルされたテレビシリーズ（All Engines Go）においては第3作目（日本では第4作目）の長編となる。

## 概要
長編としてはシリーズ初のクリスマスが舞台となっている。今作も大・大・大冒険クラブを中心にストーリーが描かれている。
シリーズのフルリニューアルにあたり、その立ち上げを務めたリック・サバルがドリームワークスの『デュードロップ・ダイアリーズ』から制作に復帰した。サバルは以降の第4シリーズにも脚本として参加している。

### 日本での公開
前作『ぼくのたいせつなともだち』にて、スタッフクレジットの後に同2025年内の公開を発表。1年間に2作品の劇場上映は、今回が初となる。

## あらすじ
クリスマスイブにソドー島の皆が沸き立つ中、機関車のパーシーはいつも通り郵便配達を担っていた。ところが彼は自身の側窓に、配達予定の手紙が誤って引っ掛かっていることを気づかない。手紙とその宛先がサンタクロースであることに気付いたときには、連絡列車の出発に間に合わなかった。パーシーは島にもうすぐ訪れるサンタクロースへ直接手紙を渡し、差し出した子どもが持つクリスマスの願いを叶えるため、仲間の助けを借りながら島中を駆け巡る。

## キャスト
| 役名                 | オリジナル(北米版)声優   | 英国版声優               | 日本語吹き替え |
| -------------------- | ------------------------ | ------------------------ | -------------- |
| トーマス             | カイ・ハリス             | ショーン・ジェメット     | 田中美海       |
| パーシー             | チャーリー・ゼルツァー   | オリバー・ミルチャード   | 越乃奏         |
| カナ                 | エイヴァ・ロ             | クロエ・ラファエル       | 大久保瑠美     |
| ニア                 | タリア・エヴァンス       | シャーデー・スミス       | 古賀英里奈     |
| ディーゼル           | ウィル・バネジャ         | ヘンリー・ハリソン       | 山藤桃子       |
| カーリー             | ジェナ・ウォーレン       | エヴァ・モハメド         | 土師亜文       |
| サンディー           | グリー・ダンゴ           | ホリー・ディクソン       | 山下七海       |
| ブルーノ             | チャック・スミス         | エリオット・ガルシア     | 竹内恵美子     |
| アニー               | キャサリン・ディッシャー | ウェンディ・パターソン   | 神本綾華       |
| クララベル           | リンダ・カッシュ         | ウェンディ・パターソン   | 神本綾華       |
| ウィフ               | ジョー・ピングー         | マット・コールズ         | 細谷カズヨシ   |
| ハロルド             | ブルース・ダウ           | ジャイ・アームストロング | 神尾晋一郎     |
| トップハム・ハット卿 | ブルース・ダウ           | トム・デュセック         | 岡本幸輔       |
| ジェームス           | ルーク・マーティ         | トム・デュセック         | 伊東健人       |
| サンタクロース       | マイケル・ドブソン       | トム・デュセック         | サンタクロース |

## 挿入歌

### 新曲
| 全作詞: リック・サバル、クレイグ・カーライル。 |                                |                                      |                                       |      |
| #                                              | タイトル                       | 作詞                                 | 作曲                                  | 時間 |
| 1.                                             | 「Christmastime on the Rails」 | リック・サバル、クレイグ・カーライル | アンヌリーズ・ノローニャ              | 2:03 |
| 2.                                             | 「A Christmas Wish」           | リック・サバル、クレイグ・カーライル | エイヴァ・キバリアン                  | 1:53 |
| 3.                                             | 「Ho-Ho-Hold on Santa Claus!」 | リック・サバル、クレイグ・カーライル | ヒル・クルクティス ダムネイト・ドイル | 1:56 |
| 合計時間:                                      | 合計時間:                      | 合計時間:                            | 5:52                                  |      |

アルバムには、第3シリーズ第23話の挿入歌"Winter Games"も収録されている。

### 既存曲
「パーシーの郵便配達」（The Mail Delivery Song）
作詞：デニース・ダウナー
作曲：ネイト・クレイスワース